# Marleen Veldhuis
Marleen Veldhuis, eigentlich Magdalena Johanna Maria Veldhuis (* 29. Juni 1979 in Borne) ist eine Schwimmerin aus den Niederlanden. Zurzeit trainiert Marleen Veldhuis in Eindhoven beim Nationalen Schwimminstitut Eindhoven. Sie studiert Wirtschaft an der Universität in Amsterdam.

## Rekorde
| Weltrekorde (4)                                                     | Weltrekorde (4) | Weltrekorde (4) | Weltrekorde (4) |
| ------------------------------------------------------------------- | --------------- | --------------- | --------------- |
| 4 × 100 m Freistil (mit Dekker, Kromowidjojo, Heemskerk)            | 03:31,72 min    | 26. Juli 2009   | Rom             |
| 50 m Freistil (Kurzbahn)                                            | 00:23,25 min    | 13. April 2008  | Manchester      |
| 4 × 100 m Freistil (Kurzbahn) (mit Schreuder, Heemskerk, Dekker)    | 03:29,42 min    | 12. April 2008  | Manchester      |
| 4 × 200 m Freistil (Kurzbahn) (mit Dekker, Heemskerk, Kromowidjojo) | 07:38,90 min    | 9. April 2008   | Manchester      |
| (Stand: 7. August 2010)                                             |                 |                 |                 |